# Авазан
Авазан (арм. Ավազան) — село в Армении в Гегаркуникской области, район Варденис.

## География
Село расположено в 7 км от г. Вардениса, в 182 км к востоку от Еревана, в 83 км к юго-востоку от областного центра — города Гавара, в 1,5 км от озера Севан. Недалеко от села проходит граница с Азербайджаном и находятся посты пограничных войск Министерства обороны Армении.

## История
Прежние названия села:  до 1995 года — Гёйсу.
Во второй половине XIX века отдельные курдские родовые и племенные объединения проживали в Новобаязетском уезде, переселившись туда по условиям Туркманчайского договора. В 1920-х годах группы курдов-мусульман из Азербайджана переселились в Армению, в том числе на территорию будущего Басаргечарского района. По сведениям Т. Ф. Аристовой, в четырёх селениях Басаргечарского (впоследствии Варденисского) района — Рейсу, Каябаши, Кошабулах, Кэр — проживали курды

## Население
До 1988 года, то есть до начала конфликта в Карабахе, основными жителями селения были курды и азербайджанцы, затем в национальном составе села произошли изменения. И на сегодняшний день жители села армяне.
Численность населения — 927 человека на 1 декабря 1988, 245 человек на 1 января 2012.

## Экономика
В советское время в селе было развито сельское хозяйство, в основном животноводство и выращивание табака. В XXI веке экономическая деятельность населения ограничивается ведением натурального хозяйства.

## Достопримечательности
На западе села в нескольких км находятся прекрасные пейзажи озера Севан. А в северной части села расположены Варденисские горы, на вершине которых вечно лежит снег.